# Łętownica
Łętownica – wieś w Polsce położona w województwie podlaskim, w powiecie zambrowskim, w gminie Szumowo.
Wieś duchowna położona  była w drugiej połowie XVI wieku w powiecie nurskim ziemi nurskiej województwa mazowieckiego. 
W czasie kampanii wrześniowej 1939 w Łętownicy działał punkt opatrunkowy, gdzie zwożono żołnierzy 18 Dywizji Piechoty rannych podczas walk pod Zambrowem.
W latach 1975–1998 miejscowość administracyjnie należała do województwa łomżyńskiego.
Obok miejscowości przepływa rzeczka Łętówka, dopływ Broku Małego.
Wierni kościoła rzymskokatolickiego należą do parafii Wniebowzięcia Najświętszej Maryi Panny w Andrzejewie.